# फ़
Cette page contient des caractères spéciaux ou non latins. S’ils s’affichent mal (▯, ?, etc.), consultez la page d’aide Unicode.
फ़, appelé fa et transcrit f, est une consonne de l’alphasyllabaire devanagari. Elle est formée d’un pha ‹ फ › et d’un point souscrit.

## Utilisation
Le fa est utilisé pour transcrire la consonne fricative labio-dentale sourde /f/. Par exemple dans le terme hindi ou bihari अफ़ग़ानिस्तान (Afġanistān) Afghanistan.

## Représentations informatiques
- précomposé[1] :

| formes | représentations | chaînes de caractères | points de code | descriptions                                    |
| ------ | --------------- | --------------------- | -------------- | ----------------------------------------------- |
| pleine | फ़               | फ़                     | U+095E         | lettre devanagari fa                            |
| morte  | फ़्               | फ़◌्                    | U+095E U+094D  | lettre devanagari fa, symbole devanagari virama |

- décomposé

| formes | représentations | chaînes de caractères | points de code       | descriptions                                                                |
| ------ | --------------- | --------------------- | -------------------- | --------------------------------------------------------------------------- |
| pleine | फ़               | फ़                     | U+092B U+093C        | lettre devanagari pha, symbole devanagari noukta                            |
| morte  | फ़्               | फ़◌्                    | U+092B U+093C U+094D | lettre devanagari pha, symbole devanagari noukta, symbole devanagari virama |